# Pietrasze (district Gołdap)
Pietrasze (Duits: Pietraschen; 1938-1945: Rauental) is een plaats in het Poolse woiwodschap Ermland-Mazurië, in het district Gołdapski. De plaats maakt deel uit van de stad- en landgemeente Gołdap.